# فاير إمبلم إكوز: شادوز أوف فالنتيا
فاير إمبلم إكوز: شادوز أوف فالنتيا (بالإنجليزية: Fire Emblem Echoes: Shadows of Valentia)‏ هي لعبة فيديو من النوع لتقمص الأدوار التكتيكي، صدرت في 2017 على نظام نينتندو 3دي أس، ولعبة من سلسلة فاير إمبلم.

## الملاحظات
1. ↑  يعرف اللعبة في اليابان بعنوان فاير إمبلم إكوز: مو هيتوري نو إييو-أوه (ファイアーエムブレム エコーズ もうひとりの英雄王 Fire Emblem Echoes: Mō Hitori no Eiyū-ō؟، المعنى الحرفي هو "فاير إمبلم أصداء: الملك البطل الآخر")